# Histoire d'Ajaccio

En 1575, le Sénat de Gênes concède à la cité d'Ajaccio des armoiries d'azur à la colonne d'argent surmontée des armes de Gênes, accostée de deux lévriers blancs en hommage à la fidélité de la ville nouvellement créée par Gênes. La colonne représente la citadelle. Pendant la période de domination génoise, la ville a toujours revendiqué sa filiation à Gênes, tout comme Calvi.

Ajaccio, préfecture de la Corse et de la Corse-du-Sud, est une ville riche en histoire, marquée par ses origines anciennes, ses connexions méditerranéennes et surtout, par le destin de Napoléon Bonaparte, né dans la ville en 1769. Située sur la côte ouest de l'île, la ville est entourée d'un cadre naturel exceptionnel, avec ses montagnes et la mer Méditerranée, mais c'est aussi un lieu chargé de mémoires historiques qui se sont accumulées au fil des siècles.

## Préhistoire
La préhistoire d'Ajaccio, comme celle de nombreuses régions méditerranéennes, est marquée par une occupation humaine qui remonte à plusieurs millénaires avant notre ère. Située sur la côte ouest de la Corse, Ajaccio possède un riche passé préhistorique que l’on peut retracer à travers les découvertes archéologiques faites dans la région.

### Les premières traces d'occupation humaine
La Corse, et donc la région d'Ajaccio, est habitée depuis au moins le Mésolithique (entre 9000 et 6000 av. J.-C.). À cette époque, les premiers chasseurs-cueilleurs, issus des populations qui occupaient la Méditerranée, se sont installés sur l'île. Ces premiers habitants vivaient principalement de la chasse, de la pêche et de la cueillette. Les vestiges de cette période sont rares mais se retrouvent sous la forme d'outils en pierre taillée, notamment des silex, des pointes de flèches et des racloirs.

### Le Néolithique (6000 à 2500 av. J.-C.)
Le Néolithique est une période essentielle pour comprendre l'évolution de la population autour d'Ajaccio. C’est durant cette époque que l'homme passe progressivement d’un mode de vie nomade à un mode de vie sédentaire, grâce à l'agriculture et à l'élevage. Des fouilles ont permis de découvrir des habitats permanents dans la région ajaccienne, ainsi que des vestiges de poteries et d'outils agricoles. L'utilisation de la pierre polie pour la fabrication d'outils est l'une des principales caractéristiques de cette période.
Un des sites les plus emblématiques est celui de Filitosa, situé à une cinquantaine de kilomètres au sud d'Ajaccio. Bien que ce site soit mieux connu pour ses monuments datant de l'âge du bronze, il présente également des traces d'occupation néolithique. Filitosa est surtout célèbre pour ses menhirs, des statues mégalithiques taillées dans la pierre, qui sont apparues plus tardivement, à l'âge du bronze.

### L'âge du Bronze (2500 à 800 av. J.-C.)
L'âge du bronze marque un tournant important dans l'histoire préhistorique d'Ajaccio. Cette période voit l'émergence des mégalithes, tels que les dolmens et les menhirs, utilisés à des fins religieuses ou funéraires. Les populations locales développent aussi des techniques métallurgiques, notamment le travail du bronze, utilisé pour fabriquer des armes, des outils et des objets de prestige.
Les menhirs de Filitosa, bien qu'à proximité d'Ajaccio, témoignent de l'importance de cette région au cours de cette période. Ces statues monumentales, parfois gravées de visages et d'armes, sont les vestiges les plus spectaculaires de l’époque, témoignant d'une société guerrière et hiérarchisée.

### Les premières influences extérieures
Vers la fin de la préhistoire, à l'âge du fer (à partir de 800 av. J.-C.), la Corse commence à entrer en contact avec des civilisations extérieures, notamment les Phéniciens et plus tard les Étrusques et les Grecs, qui ont commencé à commercer dans toute la Méditerranée. Bien que ces contacts n'aient pas laissé de traces visibles à Ajaccio, ils ont probablement influencé la culture locale et amorcé un processus de transformation sociale et culturelle.
Durant cette période, Ajaccio et ses alentours participent activement aux échanges commerciaux méditerranéens. Des fouilles archéologiques ont révélé la présence d'objets exogènes, comme des céramiques mycéniennes, des objets en métal et des perles de verre, qui attestent de l'intégration de la Corse dans un réseau commercial élargi.

#### L'influence des Torréens
La civilisation des Torréens (1600-600 av. J.-C.), propre à la Corse, a laissé une empreinte notable sur la région d'Ajaccio. Les Torréens sont connus pour avoir construit des tours circulaires en pierre, appelées torri, qui servaient à la fois de fortifications et de résidences. Bien que leur présence soit plus marquée dans d'autres parties de l'île, les Torréens ont également influencé l'architecture et l'organisation des communautés autour d'Ajaccio.

## Antiquité
L'histoire antique d'Ajaccio débute bien avant l'époque romaine, lorsque la Corse, appelée Kyrnos par les Grecs, était peuplée par des peuples autochtones. Ceux-ci étaient principalement des tribus ligures, installées sur l'île dès le Néolithique. Ajaccio, ou son territoire actuel, faisait partie des zones habitées par ces peuples, comme en témoignent les découvertes archéologiques dans la région.

### Les Phocéens et la colonisation grecque
Vers le VIe siècle av. J.-C., des colons grecs venus de Phocée (actuelle Turquie) fondent des comptoirs commerciaux sur la côte corse. La ville d'Alalia (Aléria) devient un point central du commerce maritime dans la Méditerranée occidentale, mais Ajaccio ne semble pas avoir été l'un des grands centres de cette époque. Néanmoins, la présence grecque a influencé la culture insulaire, notamment par des échanges économiques et culturels.

### La période romaine
La véritable entrée d'Ajaccio dans l'histoire antique se produit sous l'Empire romain. En 259 avant J.-C., la Corse est conquise par Rome lors des guerres puniques. L'île est intégrée à la province romaine de Corse-Sardaigne. C'est durant cette période que la région d'Ajaccio se développe davantage. Les Romains installent des infrastructures, dont des voies de communication et des aqueducs. L'économie locale est essentiellement agricole, avec une production de vin, d'huile d'olive et de céréales.
Ajaccio, cependant, ne devient un centre urbain majeur qu'à une époque plus tardive. La ville se développe davantage durant le Moyen Âge, mais les premières bases de l'urbanisation sont posées à l'époque romaine, avec des habitations et des villas dans les environs.

### Les traces archéologiques
Des vestiges de l'époque romaine ont été retrouvés autour d'Ajaccio, principalement des fragments de céramiques, de monnaies et des restes de villas romaines. Ces découvertes confirment que la région était déjà habitée et exploitée sous l'Empire romain, même si elle ne rivalisait pas avec des villes comme Aléria, alors capitale de l'île sous les Romains.
La première mention d'Ajaccio sous forme urbaine remonte au Ier siècle av. J.-C., alors que l'île était une province romaine. Les Romains fondèrent une colonie sur le site de l'actuelle Ajaccio, probablement vers 565 après J.-C., sous l'Empire byzantin. Cependant, les invasions barbares et les troubles fréquents dans la région limitèrent le développement de cette première ville, tout comme le transfert de l'évêché dans l'l'ancienne cité romaine de Mariana,. La trace archéologique la plus ancienne serait un sarcophage en marbre de Carrare datant du IIIe siècle découvert en 1938. Le diocèse d'Ajaccio est antérieur au VIIe siècle, comme en témoigne d'une lettre du pape Grégoire le Grand concernant l'évêque d'Ajaccio,.

## Moyen-Âge

### Domination génoise
Durant l’époque médiévale, Ajaccio est un petit village de pêcheurs. Elle appartient alors à la république de Gênes, qui exerce une domination sur l'ensemble de la Corse à partir du XIIIe siècle. Sous cette influence génoise, la ville commence à se développer de manière plus formelle. Les monnaies génoises apparaissent vers le XIIIe siècle et Gênes choisit en 1272 de faire construire un port fortifié dans la zone,. Néanmoins, les historiens et les archéologues pensant même que les différents évêques jusqu'au XVe siècle résidaient à Bonifacio et non pas à Ajaccio. 
Malgré la domination génoise, le Moyen-Âge à Ajaccio fut également marqué par des conflits internes entre seigneurs corses. Plusieurs familles nobles, notamment les seigneurs de Cinarca, tentèrent à plusieurs reprises de se révolter contre l'autorité génoise. Ces luttes pour le pouvoir local marquèrent la société ajaccienne, instaurant une tradition de rébellion et de résistance qui perdurera à travers les siècles.

### Intermède aragonais et refondation
Entre 1405 et 1421, Ajaccio est sous domination aragonaise. Le maître de l'île, Vincentello d'Istria, proposa au roi d'Aragon Martin Ier de rebâtir une forteresse sur le site médiéval, mais le projet ne verra pas le jour. En 1492, Gênes décide de reconstruire Ajaccio, principalement pour en faire une base militaire permettant de mieux contrôler l’île et ses côtes,.

## Époque moderne (1492–1789)
À partir du XVIe siècle, Ajaccio est sous la domination de la république de Gênes, qui contrôle la Corse depuis plusieurs siècles. Cette période est caractérisée par des luttes constantes entre les Génois et les Corses qui aspirent à plus d'autonomie. Ajaccio, en tant que cité portuaire, joue un rôle central dans ces luttes, mais aussi dans le contrôle maritime de la Méditerranée occidentale.
Les Génois, soucieux de renforcer leur domination, décident d'étendre la ville en construisant des fortifications et en consolidant l'administration locale. En 1492, une décision génoise permet la réinstallation d'Ajaccio, ce qui favorise la migration de familles génoises influentes et l'essor de la ville. Les familles comme les Bonaparte s'y établissent à cette époque. La ville devient une colonie de peuplement.

### Développement urbain et économique

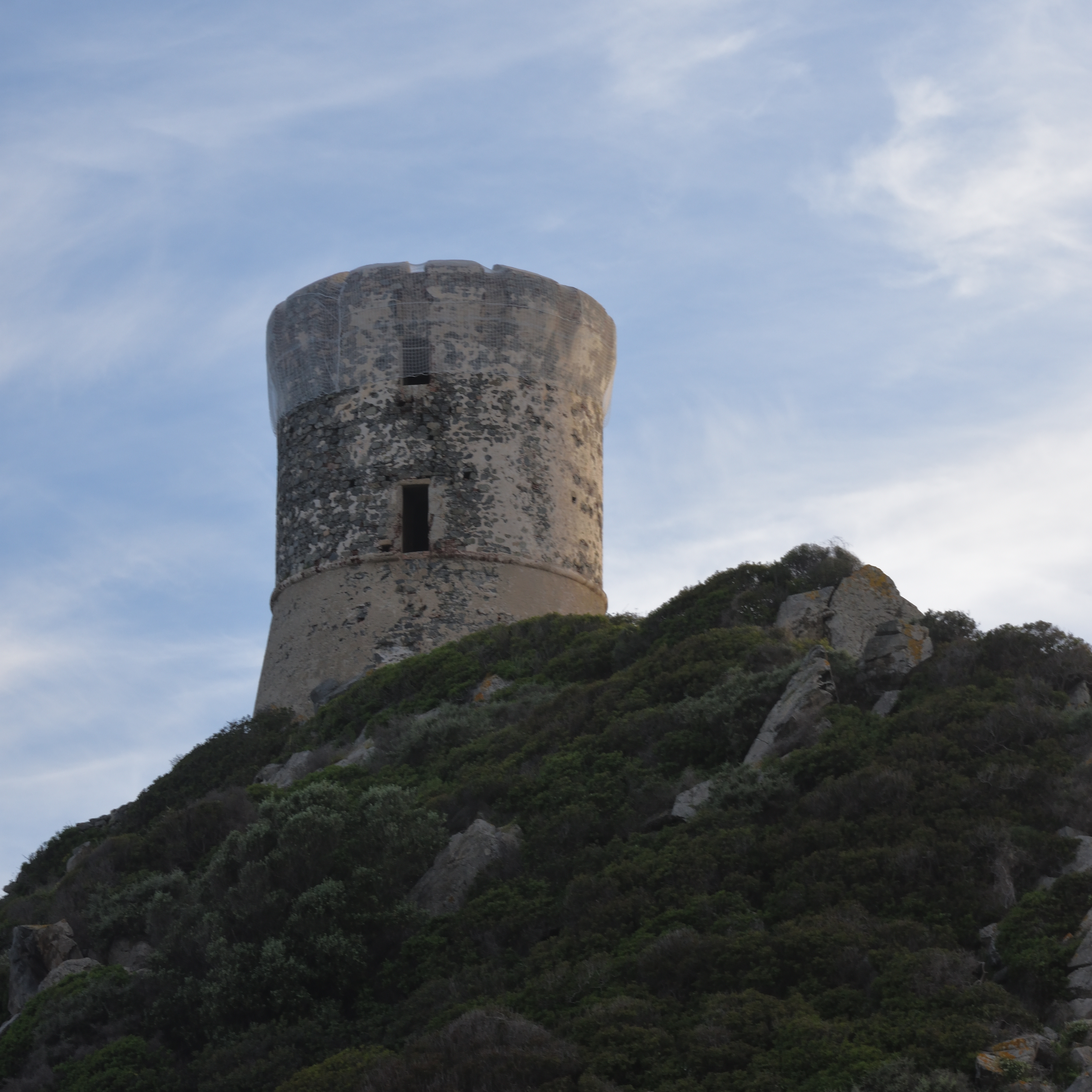
Tour de la Parata, construite au XVI, sur l'archipel des Sanguinaires.

La reconstruction d'Ajaccio marque un tournant dans son développement. La ville est refondée le 16 avril 1492. L'Office de Saint Georges finance le projet et Gênes fait appel à l'architecte milanais Cristoforo di Gandino. Les Génois fortifient la ville, construisent une citadelle et la dotent de défenses capables de résister aux incursions barbaresques et aux autres puissances rivales. La population de la ville croît lentement, et Ajaccio devient un centre commercial et militaire régional important. Les travaux, notamment de la citadelle, débutèrent le 21 avril 1492. Le siège épiscopal est transféré dans Ajaccio intra-muros vers 1502/1503. Dans les années 1520, un projet de construction d'une nouvelle cathédrale est lancé, mais celle-ci est détruite lorsque Gênes décida de renforcer les fortifications de la ville et de creuser un fossé. Un autre projet est lancé dans les années 1580 à la demande du pape Grégoire XIII, et la cathédrale est achevée en 1593,.
En 1553, lors de la conquête française de la Corse, une garnison française prend place à Ajaccio. Le bourg ne compte alors plus qu'une centaine d'habitants. Paul de La Barthe de Thermes, chef de la garnison, supervise la fin des travaux de la citadelle, qui est achevée en 1554. En parallèle, les Français renforcent les défenses édifiées par Gênes. Le traité de Cateau-Cambrésis met fin à la présence française,. La garnison quitte Ajaccio le 9 septembre 1559. Après le départ des Français, la ville se développe principalement autour de la citadelle. En 1564, le plan d'urbanisme de la ville est en partie redessiné par l'architecte Giovan Giacomo Paleari Fratino (it).

### Culture et religion
L'influence génoise se fait également ressentir dans le domaine culturel et religieux. L'église Saint-Érasme, construite au XVIe siècle, devient un symbole important de cette période. Elle est dédiée au saint patron des pêcheurs, ce qui témoigne de l’importance de cette activité dans l'économie locale. Les ordres religieux, notamment les franciscains, s'implantent dans la ville, jouant un rôle crucial dans l'éducation et la santé.

### Les révoltes et la quête d'indépendance
Tout au long des XVIIe et XVIIIe siècles, Ajaccio, comme le reste de la Corse, est le théâtre de soulèvements contre la domination génoise. Ces révoltes culminent au XVIIIe siècle, lorsque Pascal Paoli, chef de file du mouvement indépendantiste corse, émerge. Bien qu'Ajaccio soit plus proche de Gênes en termes de loyauté politique, elle finit par être emportée par la vague révolutionnaire.
En 1755, Pascal Paoli proclame l'indépendance de la Corse, mais Ajaccio reste sous influence génoise jusqu'à la conquête française de 1768. Cette date marque la fin de l'époque moderne pour Ajaccio et le début d'une nouvelle ère sous la domination française.

### Naissance de Napoléon

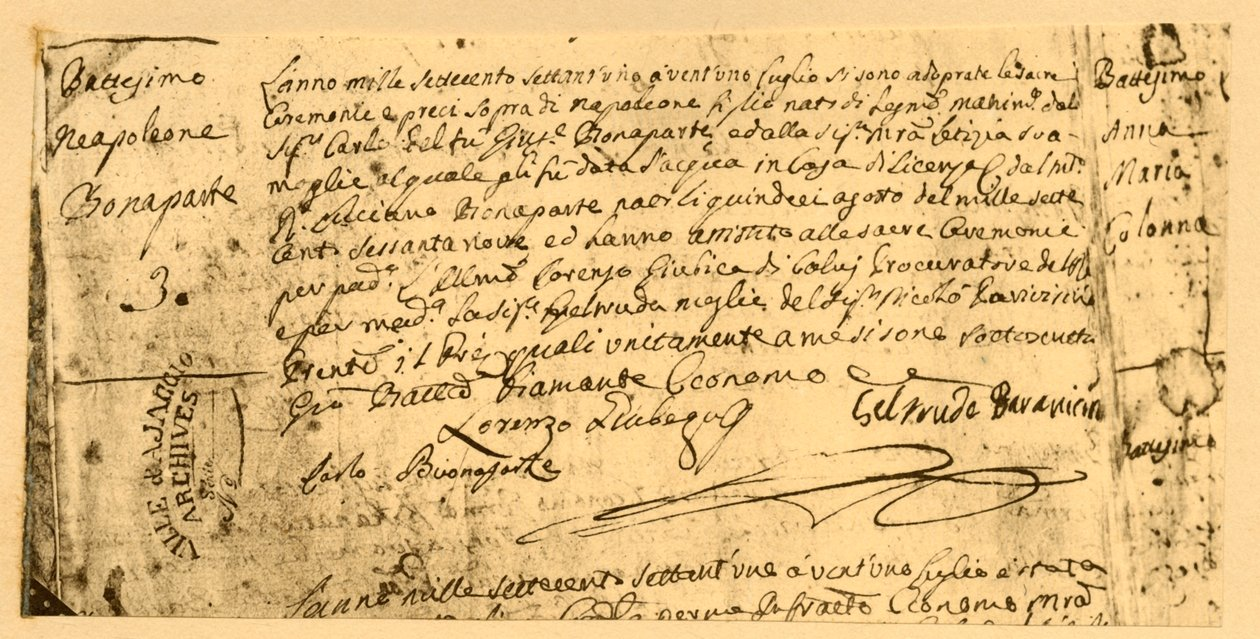
Acte de naissance de Napoléon Bonaparte.

C’est également sous la domination génoise que la figure la plus célèbre d'Ajaccio, Napoléon Bonaparte, voit le jour le 15 août 1769, peu après la cession de la Corse à la France par Gênes. Cette naissance marquera durablement l'histoire de la ville.
En 1768, par le traité de Versailles, la république de Gênes cède la Corse à la France, mettant fin à des siècles de domination génoise. Ajaccio, tout comme l'île entière, devient officiellement française, un an avant la naissance de Napoléon Bonaparte.
La ville devient célèbre dans le monde entier grâce à l'ascension fulgurante de Napoléon. La maison où il est né, devenue musée, attire encore aujourd'hui des visiteurs de tous horizons. Durant le Premier Empire, Ajaccio bénéficie de la bienveillance de l’empereur, qui favorise son développement,,.

## Époque contemporaine (depuis 1789)
L’époque contemporaine d’Ajaccio, capitale de la Corse-du-Sud, est marquée par de nombreuses transformations tant au niveau politique, économique que social. Située sur la côte ouest de la Corse, cette ville imprégnée d’histoire est surtout célèbre pour être le lieu de naissance de Napoléon Bonaparte, mais son développement au cours de l'époque contemporaine dépasse de loin cette figure emblématique.

### Un développement urbain rapide (XIXeauXXIesiècle)
Au XXe siècle, Ajaccio a connu une expansion urbaine significative. L’industrialisation et le développement des infrastructures ont contribué à l’extension de la ville au-delà de ses frontières historiques, jusqu'à détruire les remparts qui la protégeait. Des quartiers nouveaux ont vu le jour, notamment à l’est avec la création de zones à urbaniser en priorité (ZUP) dans les années 1960 et 1970 pour faire face à une demande croissante de logements. Cette croissance démographique est en partie due à l’arrivée de populations venues du continent ou d’autres régions de Corse à la recherche de meilleures conditions de vie.

### Une ville tournée vers le tourisme

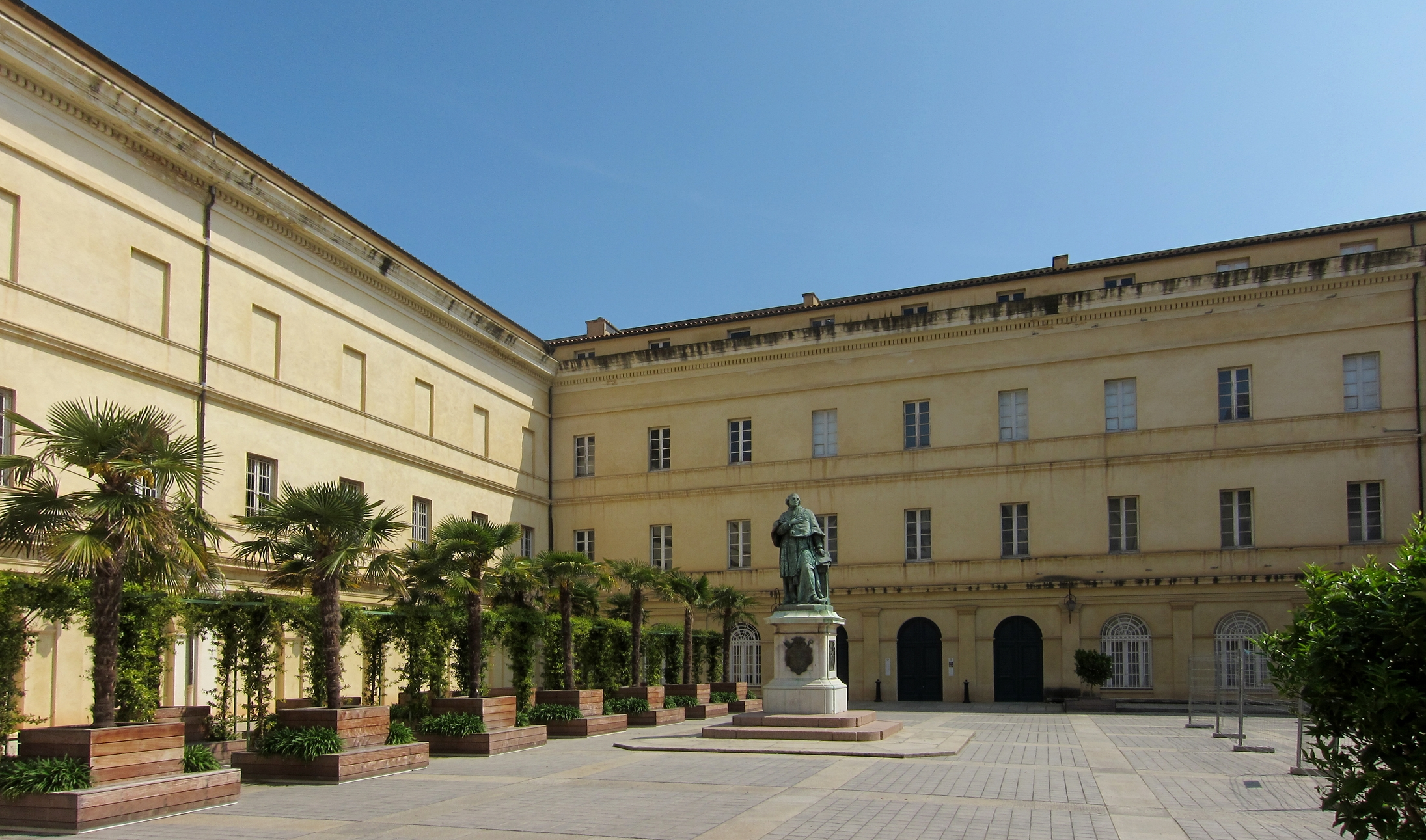
Le musée Fesch est l'un des principaux sites touristiques de la ville.

L’époque contemporaine voit Ajaccio se tourner vers le tourisme comme principale source de revenus. Avec son climat méditerranéen et ses paysages magnifiques, la ville devient une destination touristique prisée, surtout en période estivale. Ses plages, son port, et les traces de son patrimoine historique (musées, lieux napoléoniens) attirent chaque année des milliers de visiteurs. Le port d'Ajaccio devient également un point d'ancrage important pour les bateaux de croisière, renforçant encore plus l'importance du tourisme dans l’économie locale.
La culture est un autre pilier de l'époque contemporaine d'Ajaccio. En plus de son riche patrimoine napoléonien, la ville a mis en place de nombreuses institutions culturelles pour promouvoir l'art, la musique et le théâtre. Le musée Fesch, est un exemple phare, abritant une importante collection de peintures italiennes.

### Modernisation
Avec l'afflux touristique et le développement urbain, Ajaccio a dû moderniser ses infrastructures. Le nouvel aéroport Napoléon Bonaparte, inauguré en 1998, est devenu un hub crucial pour l'île, facilitant les échanges avec le continent et l’international. Le port de commerce s’est également modernisé pour accueillir de plus gros navires. Sur le plan des transports, la création de routes et d'infrastructures modernes a permis de désenclaver certaines régions rurales de la périphérie et de fluidifier le trafic dans la ville.

### Les défis environnementaux
Comme de nombreuses villes côtières, Ajaccio est confrontée à des défis environnementaux au XXIe siècle. Le développement rapide, conjugué aux effets du changement climatique, pose des problèmes de gestion des ressources naturelles et de préservation des écosystèmes. Des initiatives locales visent à promouvoir un développement durable, en particulier dans la gestion de l’eau, des déchets, et la protection de la biodiversité de ses littoraux.

### Le centre politique de la Corse

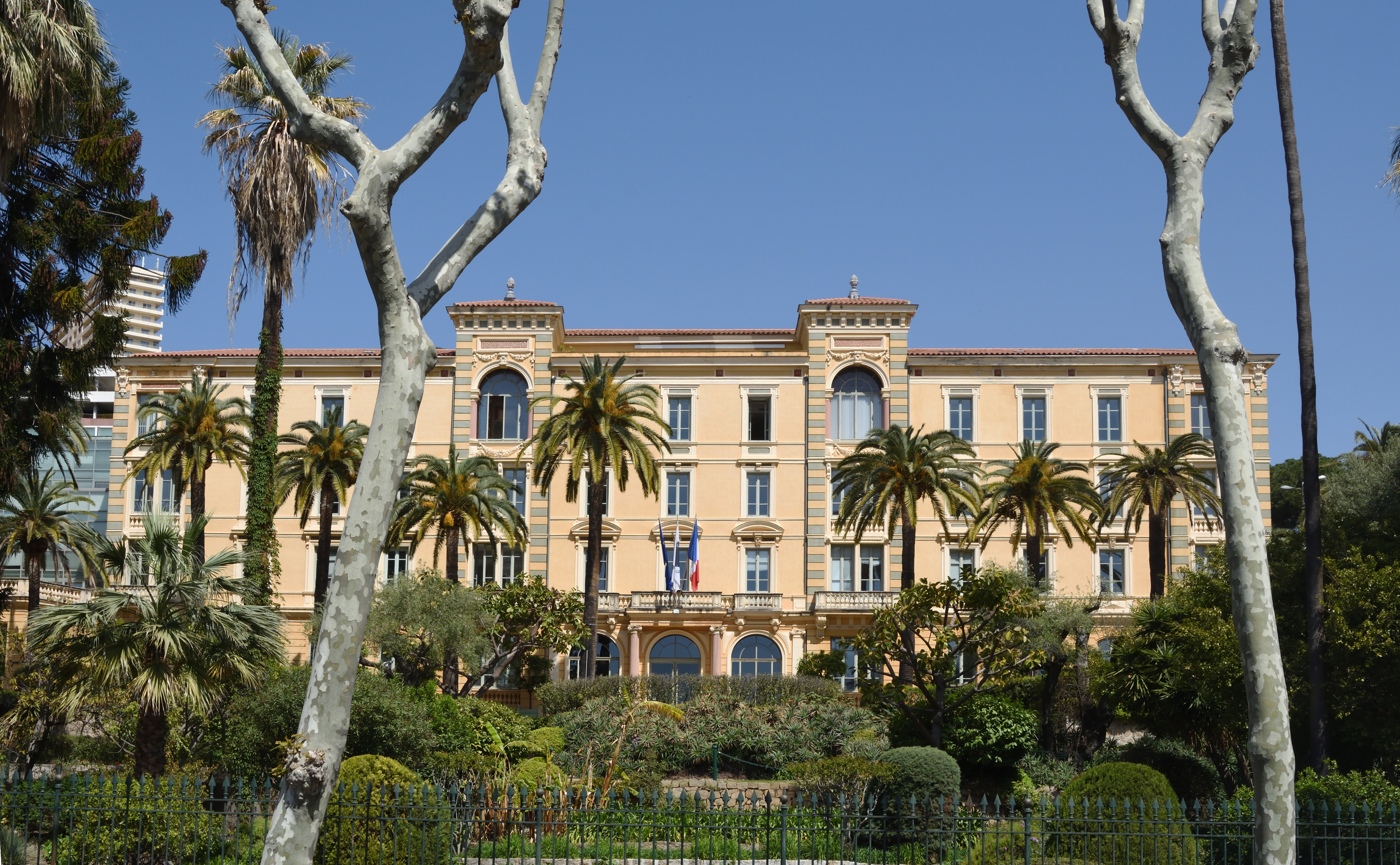
Ajaccio accueille l'Assemblée de Corse depuis 1982.

Politiquement, Ajaccio joue un rôle central dans l'île, étant le siège de nombreuses institutions administratives régionales, notamment l'Assemblée de Corse à partir de 1982. Les revendications d'autonomie ou d'indépendance de la Corse ont souvent marqué la scène politique locale, notamment avec l'assassinat du préfet Érignac en 1998. 
Si l'insularité et la spécificité culturelle corse ont longtemps alimenté des tensions, la ville, aujourd'hui, cherche un équilibre entre développement économique, autonomie régionale, et préservation de son identité.